# Domingo Pastor i Petit
Pour les articles homonymes, voir Pastor et Petit.
Domingo Pastor i Petit, né à Hospitalet de Llobregat en 1927 et décédé le 30 octobre 2014, est un historien, journaliste et écrivain espagnol, spécialiste des questions liées à l'espionnage et à la guerre civile espagnole. Il également publié des romans.

## Biographie
Domingo Pastor i Petit a régulièrement collaboré dans les médias et dans des revues scientifiques et culturelles: Avui, Estudios, Fashion Newsletter, Paseo, Salud, La Vanguardia, Diario de Barcelona, Destino, El País, Historia y Vida, Historia 16, Ya, Sécurité internationale, Sécurité.

## Théories
Selon Domènec Pastor, la CIA a assassiné le 29 septembre 1975 l'agent de renseignement espagnol "Soledad", âgé de 27 ans, appartenant aux services de renseignement espagnols, sous le régime de Franco, (de ce qui sera deux ans plus tard CESID) trouvé étranglé près de la base de la Royal Air Force à Greenham Common dans le Berkshire. Des informations sont en cours de collecte sur le sujet du Sahara espagnol et de la Marche verte qui doit avoir lieu près d'un mois plus tard. Il a tenté d'identifier un écho radar détecté par la base aérienne de Gando aux îles Canaries, l'écho radar volant à 1 600 km/h dans une direction nord-sud à 300 km des îles Canaries, la zone sur laquelle il a volé correspond au nord du Sahara espagnol, près de la frontière marocaine. En fait, c'est un avion de reconnaissance SR-71 Blackbird qui a recueilli des informations sur le déploiement des troupes espagnoles dans la région. L'identification de l'avion aurait jeté un nouvel éclairage sur les relations entre les États-Unis et le Maroc avec l'Espagne. Le meurtre de cette femme à l'époque a été largement débattu en Grande-Bretagne.

## Publications
En espagnol
- Un grito de rebelión, 1954
- Lluvia, 1954
- Espías en acción (1962)
- La mujer en el espionaje (1970)
- Anatomia del espionaje (1970)
- Diccionario del espionaje (1971)
- Los Secretos del mundo del espionaje, (1972)
- Espias y traidores de hoy: análisis de una epidemia -la espiomanía- a nivel planetario, (1974)
- Los Espías denuncian, (1976)
- La Guerra de los espías, (1976)
- Espionaje, España 1936-1939, (1977)
- La Cinquena columna a Catalunya, 1936-39, (1978)
- Secretos de la Guerra Civil files, (1978)
- La Guerra secreta: lo más increíble del espionaje, (1979)
- El bandolerismo en España, (1979)
- Espías españoles [del pasado y del presente], (1979)
- Famélica posguerra, (1979)
- Seguridad y autoprotección, (1980)
- Seguridad empresarial, (1982)
- Seguridad comercial, (1984)
- El Mensaje, (1984)
- Manual de seguridad ciudadana, (1986)
- Espionaje: la Segunda Guerra Mundial y España, (1990)
- El Contraespionaje industrial: estrategia y táctica, (1991)
- La Guerra psicológica en las dictaduras, (1994)
- Diccionario Enciclopédico del Espionaje, (1996)
- Hollywood responde a la Guerra Civil, (1936-1939) (1997)
- India: ángeles o demonios, (1997)

En catalan
- Un crit de rebellió, L'Hospitalet de Llobregat: Centre Catòlic, 1954; Pluja. 1954
- Objectiu: entrevistar Jesús, (1986)
- L'espia Lablonde a l'Ebre, Ràdio: Ràdio 4, 1980
- Els espies catalans, (1988)